# براد غالي
براد غالي (بالإنجليزية: Brad Galli)‏ هو معلق رياضي أمريكي، ولد في 1989 في ديترويت في الولايات المتحدة.